# Dafnoúla (ort i Grekland, Epirus, Nomós Ioannínon)
Dafnoúla (Dafnoula) är en ort i Grekland.   Den ligger i prefekturen Nomós Ioannínon och regionen Epirus, i den centrala delen av landet, 300 km nordväst om huvudstaden Aten. Dafnoúla ligger 938 meter över havet och antalet invånare är 293.
Terrängen runt Dafnoúla är kuperad åt sydväst, men åt nordost är den bergig. Terrängen runt Dafnoúla sluttar västerut.Runt Dafnoúla är det glesbefolkat, med 8 invånare per kvadratkilometer. Närmaste större samhälle är Ioánnina, 13,2 km nordväst om Dafnoúla. I omgivningarna runt Dafnoúla växer i huvudsak blandskog.